# Szindbád (keresztnév)
A Szindbád ind eredetű férfinév, az Ezeregyéjszaka meséi című arab mesegyűjtemény egyik hőse.

## Gyakorisága
Az 1990-es években egyedi név (1997-ben választották először keresztnévnek), a 2000-es években nem szerepel a 100 leggyakoribb férfinév között.

## Névnapok
- július 25. (ajánlott)

## Egyéb Szindbádok
- Krúdy Gyula e néven szerepeltette egyik regényalakját.
- Alexandre Dumas regényében Edmond Dantès (Monte Cristo grófja) nevezi meg többször így magát (Szindbád, a tengerész).